# Kaštiliaš III.
Kaštiliaš III. war ein kassitischer König von Babylon. Seine genauen Regierungsdaten sind unbekannt. Laut der babylonischen Königsliste war er der Nachfolger von Burna-buriaš I. Sein Nachfolger wurde sein Bruder Ulam-buriaš.
Landsberger will den Namen als „starker Sohn“ deuten. Er sieht den Namen, wie Agum, als „Leitnamen“, Paare von Namen, die sich vom Großvater auf den erstgeborenen Enkel weiter vererbten. Kaštiliaš III. ist einer der drei bekannten Namensträger und der einzige, der sicher als Herrscher Babyloniens fungierte.